# Episodi di Pushing Daisies (seconda stagione)
La seconda e ultima stagione della serie televisiva Pushing Daisies è stata trasmessa negli Stati Uniti dal 1º ottobre 2008 al 13 giugno 2009 sul canale americano ABC.
A causa dei bassi ascolti riportati, sono stati prodotti solamente 13 episodi, gli ultimi tre dei quali, sono stati trasmessi prima in altri paesi, tra cui India, Germania e Italia.
In Italia, la seconda stagione è stata trasmessa dal 25 febbraio all'8 aprile 2009 su Joi, canale pay della piattaforma Mediaset Premium.
| nº | Titolo originale             | Titolo italiano                | Prima TV USA     | Prima TV Italia  |
| -- | ---------------------------- | ------------------------------ | ---------------- | ---------------- |
| 1  | Bzzzzzzzzz!                  | Bzzzzzzzzz!                    | 1º ottobre 2008  | 25 febbraio 2009 |
| 2  | Circus Circus                | Il circo                       | 8 ottobre 2008   | 4 marzo 2009     |
| 3  | Bad Habits                   | Brutte abitudini               | 15 ottobre 2008  | 4 marzo 2009     |
| 4  | Frescorts                    | Professione amico              | 22 ottobre 2008  | 11 marzo 2009    |
| 5  | Dim Sum, Lose Some           | I Dim Sum hanno perso qualcosa | 29 ottobre 2008  | 11 marzo 2009    |
| 6  | Oh Oh Oh...It's Magic        | Oh oh oh... è una magia!       | 19 novembre 2008 | 18 marzo 2009    |
| 7  | Robbing Hood                 | Robbing Hood                   | 26 novembre 2008 | 18 marzo 2009    |
| 8  | Comfort Food                 | Gara di cucina                 | 3 dicembre 2008  | 25 marzo 2009    |
| 9  | The Legend of Merle McQuoddy | La leggenda di Merle McQuoddy  | 10 dicembre 2008 | 25 marzo 2009    |
| 10 | The Norwegians               | I norvegesi                    | 17 dicembre 2008 | 1º aprile 2009   |
| 11 | Window Dressed to Kill       | Una vetrina allestita a morte  | 30 maggio 2009   | 1º aprile 2009   |
| 12 | Water & Power                | Acqua e potere                 | 6 giugno 2009    | 8 aprile 2009    |
| 13 | Kerplunk                     | Il tonfo                       | 13 giugno 2009   | 8 aprile 2009    |

## Bzzzzzzzzz!
- Titolo originale: Bzzzzzzzzz!
- Diretto da: Adam Kane
- Scritto da: Bryan Fuller

### Trama
Emerson viene ingaggiato dal vedovo Dusty Fitz la cui moglie, modella presso una società produttrice di prodotti in miele, è stata uccisa apparentemente da uno sciame d'api assassino. Per investigare Emerson si avvale come al solito dell'aiuto di Ned e Chuck, che si infiltrerà nell'azienda dove la vittima lavorava per scoprire come e perché è stata uccisa.
Nel frattempo Olive si allontana dal Pie Hole, per ritirarsi in un convento dove poter riflettere sui segreti di cui è venuta a conoscenza, su consiglio della zia Lily. Chuck lascia l'appartamento di Ned per spostarsi in quello che prima occupava Olive.

## Il circo
- Titolo originale: Circus Circus
- Diretto da: Lawrence Trilling
- Scritto da: Peter Ocko

### Trama
Georgeann Heaps incarica Emerson di ritrovare la figlia, apparentemente scappata di casa. In genere Emerson tratta solo casi di omicidio, ma poiché è stato anche lui padre (perse la figlia a seguito di un divorzio), decide di accettare il caso. Le indagini lo conducono a un circo, dove sono avvenuti dei misteriosi decessi, quindi avvalendosi dell'aiuto di Ned e Chuck riuscirà a trovare il colpevole degli omicidi e a ritrovare la ragazza scomparsa, riconsegnandola alla madre sana e salva. Nel frattempo Lily convince Olive a rimanere nel convento, dove sembra adattarsi molto bene.

## Brutte abitudini
- Titolo originale: Bad Habits
- Diretto da: Peter O'Fallon
- Scritto da: Gretchen J. Berg e Aaron Harberts

### Trama
Nel convento dove Olive è ospitata una suora muore cadendo dal campanile. Tutte le sorelle pensano si tratti di suicidio, ma Olive che aveva stretto un rapporto di amicizia con la deceduta, decide di chiamare Emerson per indagare chiedendogli di non avvisare Ned e Chuck. Invece Emerson si presenta in convento proprio con Ned e Chuck, simulando di essere un ispettore inviato dal Vaticano. Dopo le indagini si scoprirà che in realtà non si è trattato di un suicidio, ma nemmeno di un omicidio, bensì di un tragico incidente. Nel frattempo Olive rivela il segreto che l'ha costretta a trasferirsi in quel convento a Ned, che a sua volta, una volta ritornati tutti a casa, riferisce a Chuck, che apprende così la verità sull'identità della madre, accogliendo la notizia con lacrime (a suo dire) di gioia. Terminata la vicenda Olive decide di lasciare il convento e ritornare al Pie Hole.

## Professione amico
- Titolo originale: Frescorts
- Diretto da: Peter Lauer
- Scritto da: Lisa Joy (soggetto); Lisa Joy, Gretchen J. Berg e Aaron Harberts (sceneggiatura)

### Trama
Emerson viene contattato per indagare sulla morte di un "accompagnatore" che lavora presso un'agenzia che offre "migliori amici" a chi non ne ha. Inoltre Emerson Cod riceve anche un'inaspettata visita: la madre Calista Cod, anch'essa investigatrice. Avvalendosi dell'aiuto di Olive e Chuck che si fanno assumere sotto copertura presso l'agenzia dove lavorava la vittima, si scoprirà che l'assassino è proprio il direttore della stessa agenzia.
Olive e Chuck, che sono diventate coinquiline, sembrano anche essere diventate molto amiche provocando un po' di gelosia in Ned.

## I Dim Sum hanno perso qualcosa
- Titolo originale: Dim Sum, Lose Some
- Diretto da: Lawrence Trilling
- Scritto da: Davey Holmes

### Trama
Il cuoco di un ristorante cinese muore, apparentemente per un incidente, nella sua cucina. Tuttavia Emerson riceve misteriosamente un biglietto di aiuto (si scoprirà più avanti da parte della figlia della vittima) che lo invita ad indagare sull'accaduto. Emerson, con l'aiuto di Ned, Olive e Chuck (queste ultime si improvviseranno cameriere cinesi per infiltrarsi sul luogo dell'omicidio), scoprirà che nel ristorante si svolgevano incontri clandestini di gioco d'azzardo e il cuoco, anche lui scommettitore, è stato ucciso per "debiti non pagati": per recuperare soldi persi aveva promesso in sposa la figlia ad un giocatore, ma si opponeva alla realizzazione di tale matrimonio.
Durante le indagini Emerson si imbatte in Simone (donna addestratrice di cani che aveva già conosciuto in una vecchia indagine), anche lei giocatrice nel ristorante, di cui si innamora e con cui avrà anche un incontro amoroso.
Nel frattempo Ned riceve al Pie Hole la visita di un misterioso uomo, Dwight Dixon, che afferma di stare cercando suo padre, suo presunto ex amico. Olive e Chuck colgono l'occasione per convincere Ned a cercare, dopo oltre 20 anni, informazioni sulla sua famiglia: verrà fuori che il padre ha avuto 2 figli in un altro matrimonio, abbandonando anch'essi come aveva fatto con Ned.

## Oh,oh,oh... è una magia!
- Titolo originale: Oh Oh Oh...It's Magic
- Diretto da: Adam Kane
- Scritto da: Katherine Lingenfelter

### Trama
I fratellastri di Ned, che si occupano di spettacoli di illusionismo, invitano Ned, Emerson, Olive e Chuck ad un loro spettacolo, in cui si esibiscono con il loro maestro, il famoso Great Hermann, che è anche il padre adottivo che li ha accuditi dopo l'abbandono del padre. Il sign. Hermann durante lo spettacolo ingaggia Emerson perché qualcuno starebbe cercando di uccidere i suoi animaletti usati negli spettacoli, in realtà si scoprirà che l'obiettivo del criminale non erano gli animali, ma Hermann stesso, che viene ucciso durante uno spettacolo sabotato. L'assassino è un suo aiutante che si occupava proprio di animali.
Nel frattempo Dwight Dixon fa visita alle sorelle Vivian e Lily, chiedendo informazioni sul padre di Chuck suscitando sospetti in Lily e facendo innamorare Vivian.

## Robbing Hood
- Titolo originale: Robbing Hood
- Diretto da: Paul Shapiro
- Scritto da: Jim Danger Gray

### Trama
Un avvocato assume Emerson per indagare sulla morte di un suo cliente, Gustav Hoffer, apparentemente vittima di una rapina andata male. I sospetti principali ricadono sulla moglie, che sembrava amare il marito solo per il sostanzioso patrimonio economico posseduto, ma in realtà si scoprirà che si è trattato di un incidente: Gustav Hoffer aveva ingaggiato un moderno "Robin Hood" per farsi rubare tutti i suoi averi, in modo da poter testare se la moglie lo amasse veramente. Durante la finta rapina però Gustav aveva avuto ripensamenti e durante un diverbio con il finto rapinatore è rimasto incidentalmente ucciso.
Nel frattempo la visita di Dwight Dixon alle sorelle Charles fa preoccupare Ned, Olive e Chuck, poiché Dwight aveva incontrato al Pie Hole Chuck. Così, quando Dwight Dixon fa intuire di aver riconosciuto Chuck come nipote (morta) di Vivian, Ned e Chuck decidono di risvegliare per 1 minuto il padre di Chuck per conoscere le reali intenzioni di Dwight.

## Gara di cucina
- Titolo originale: Comfort Food
- Diretto da: Peter Lauer
- Scritto da: Doug Petrie

### Trama
Ned riporta in vita il padre di Chuck, e lo lascia da solo con Chuck per poter scambiarsi in un minuto l'affetto che manca da 20 anni. Ma in quel minuto Chuck imbroglia Ned facendo rimanere in vita suo padre oltre il fatidico minuto (al suo posto morirà Dwight Dixon, che si era appostato al cimitero aspettando proprio Chuck) e portandolo poi di nascosto in una vecchia casa situata vicino alle sue zie. Nel frattempo Ned e Olive partecipano ad una gara di cucina, dove uno dei concorrenti, il colonnello Likkin, viene ucciso. Ned con l'aiuto di Olive riesce a risolvere il caso e anche a vincere il concorso. Alla fine dell'episodio Ned scopre quanto fatto da Chuck e dopo averla perdonata fa conoscenza col signor Charles.

## La leggenda di Merle McQuoddy
- Titolo originale: The Legend of Merle McQuoddy
- Diretto da: Lawrence Trilling
- Scritto da: Chad Gomez Creasey e Dara Resnik Creasey

### Trama
La custode del faro Papen County Lighthouse, la signora McQuoddy, viene uccisa e suo figlio ingaggia Emerson per scoprire l'assassino. I sospetti della polizia ricadono sul marito (ormai non più in buoni rapporti con la moglie e che si nasconde per paura d'esser arrestato), ma Emerson, con l'aiuto di Ned, Olive e Chuck riesce a svelare il vero assassino: un'ammiratrice gelosa dell'amante della signora McQuoddy. Nel frattempo il padre di Chuck propone a suo figlia di andarsene da Ned, per il suo bene, ma quando questa rifiuta il signor Charles scappa via.

## I norvegesi
- Titolo originale: The Norwegians
- Diretto da: Tricia Brock
- Scritto da: Scott Nimerfro

### Trama
La zia Vivian fa visita a Emerson e gli chiede di cercare Dwight Dixon, ma dopo che questo ha rifiutato, sarà costretta ad ingaggiare la concorrenza di Emerson: "I norvegesi". Emerson, Ned e Chuck, anche con la collaborazione di Olive che si fingerà aiutante dei norvegesi, riusciranno a non far rivelare la vera sorte toccata a Dixon e a far credere, anche a Vivian, che Dixon sia un trafficante d'armi fuggito dopo aver profanato le tombe di Chuck e suo padre. Il segreto custodito da Chuck, Ned ed Emerson rimane così inviolato, soprattutto grazie ad un misterioso personaggio, che dona il suo determinante aiuto. I protagonisti della storia pensano che si tratti del padre di Chuck, ma in realtà nel finale dell'episodio si rivelerà essere il padre di Ned.

## Una vetrina allestita a morte
- Titolo originale: Window Dressed to Kill
- Diretto da: Julie Anne Robinson
- Scritto da: Abby Gewanter

### Trama
Dopo quanto accuduto al padre di Chuck, Ned si convince che il suo potere porta guai e decide di non usarlo. Così Emerson accetterà un incarico avvalendosi del solo aiuto di Chuck. I due si occupano dell'assassinio delle allestitrici di vetrine di un famoso negozio di alta moda. Nel frattempo Ned si vedrà costretto ad aiutare Olive a far rifugiare dalla polizia due vecchi amici, ovvero gli accusati responsabili, ma innocenti, del sequestro di Olive da bambina, appena evasi. Ned riuscirà a impedire alla polizia di arrestare i due evasi solo grazie al suo potere, resuscitando per un minuto un rinoceronte. Realizza così di dover continuare ad usare i suoi poteri e si precipita da Emerson e Chuck, dove, resuscitando come al solito le vittime, confermerà l'identificazione dell'assassino: il titolare dello stesso negozio.

## Acqua e potere
- Titolo originale: Water & Power
- Diretto da: Dean White
- Scritto da: Lisa Joy e Jim Danger Gray (soggetto); Peter Ocko (sceneggiatura)

### Trama
Il costruttore di una diga viene ucciso e la sorella invita Emerson a trovare l'assassino. Emerson conosce personalmente sia la vittima (ex rivale in amore) sia la probabile assassina (la madre di sua figlia), che obbliga Emerson a scagionarla in cambio di poter rivedere la bambina. Nel frattempo, nonostante l'arrabbiatura per non aver saputo per tempo della sua figlia, Simone decide di rimanere accanto ad Emerson, che riuscirà a trovare il vero assassino e a rivedere così, anche se solo di sfuggita, la bambina. Anche Ned, Chuck e Olive aiuteranno l'investigatore in questo momento delicato.

## Il tonfo
- Titolo originale: Kerplunk
- Diretto da: Lawrence Trilling
- Scritto da: Gretchen J. Berg e Aaron Harberts

### Trama
Questo è l'ultimo conclusivo episodio dell'intera storia. Lily e Vivian decidono di andare, in memoria dei vecchi tempi, all'Acquacade, dove incontrano le loro storiche rivali. Durante lo spettacolo però qualcosa va storto e uno squalo inghiotte interamente una delle esibizioniste. A Lily e Vivian viene proposto così di sostituire la coppia vittima dell'incidente, e queste accettano. Ned, Emerson e Olive (Chuck per non essere riconosciuta dovrà rimanere a casa) si fingeranno loro aiutanti per capire se è stato davvero solo un incidente o se la morte della nuotatrice è stata premeditata. Si scoprirà che in realtà è stato un omicidio, organizzato dal marito della sorella della vittima per dare maggiore visibilità alla moglie. La moglie tuttavia, rimasta senza collega e con la carriera compromessa, per ripicca, confessa a Vivian che Lily ha avuto un figlio. Vivian, furiosa, decide di cacciare Lily di casa, ma proprio mentre sta attuando ciò, Ned e Chuck decidono di presentarsi da loro per mettere fine al loro segreto; Olive decide, per cercare di dimenticare i sentimenti per Ned, di provare ad avere una relazione con lo spasimante imbalsamatore d'uccelli amico di Ned; Emerson, che inizia una stabile relazione con Simone, riceve la tanto attesa visita di sua figlia.